# Cirey-sur-Blaise
Pour les articles homonymes, voir Cirey (homonymie) et Blaise.
Cirey-sur-Blaise est une commune française située dans le département de la Haute-Marne, en région Grand Est.

## Géographie

### Localisation
Cirey-sur-Blaise est située dans le nord-ouest du département de la Haute-Marne dans la Champagne humide. Cirey-sur-Blaise est située à peu près aux mêmes distances kilométriques de Chaumont, préfecture, que de Saint-Dizier, sous-préfecture.

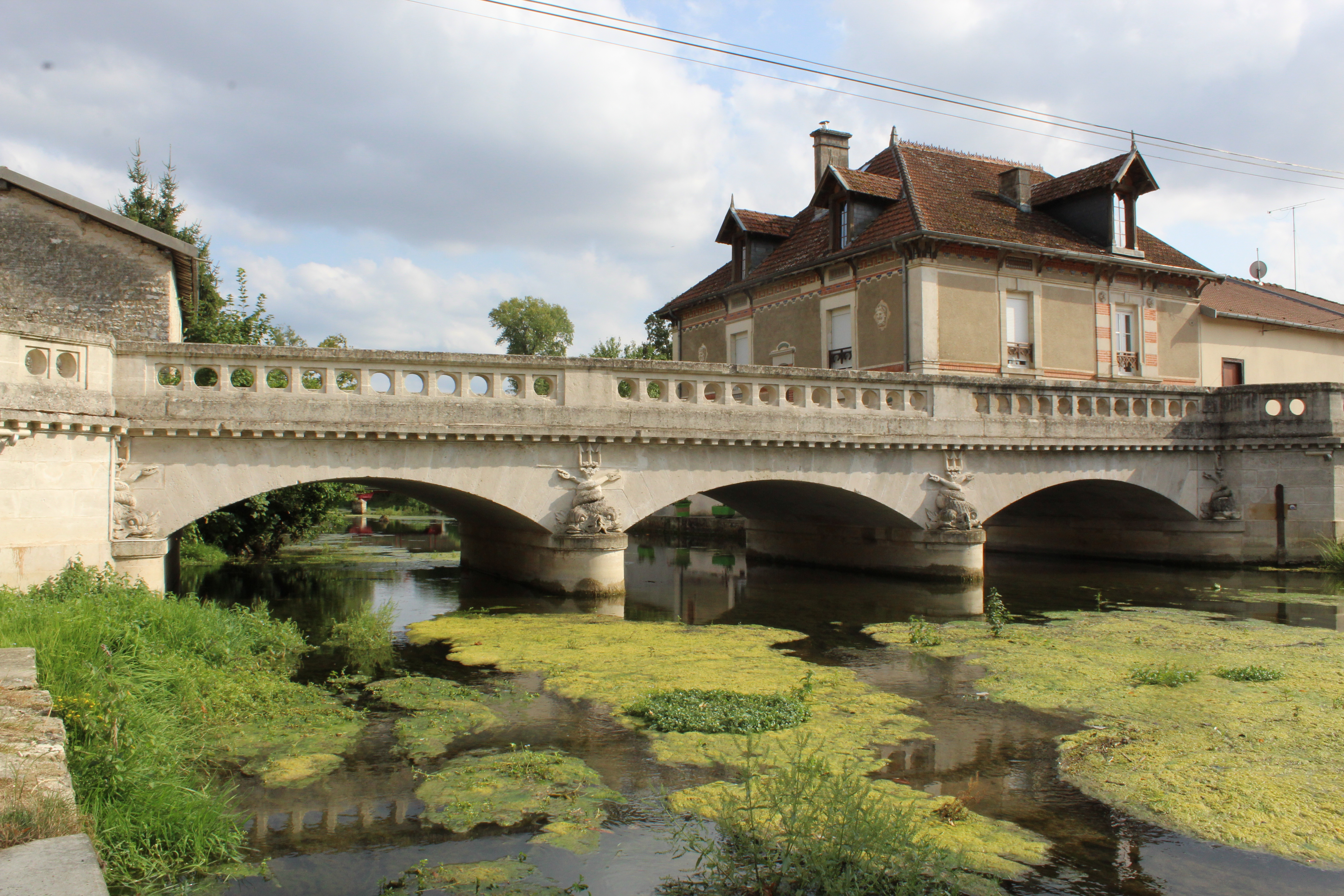
Le pont sur la Blaise.

### Hydrographie
La commune est dans la région hydrographique « la Seine de sa source au confluent de l'Oise (exclu) » au sein du bassin Seine-Normandie. Elle est drainée par la Blaise, le Fossé 01 de la Vallée de la Tuilerie, le Fossé 01 de la Vallée de l'Étang, la Blaise et divers autres petits cours d'eau,.
La Blaise, d'une longueur de 86 km, prend sa source dans la commune de Gillancourt et se jette  dans la Marne à Isle-sur-Marne, après avoir traversé 34 communes.

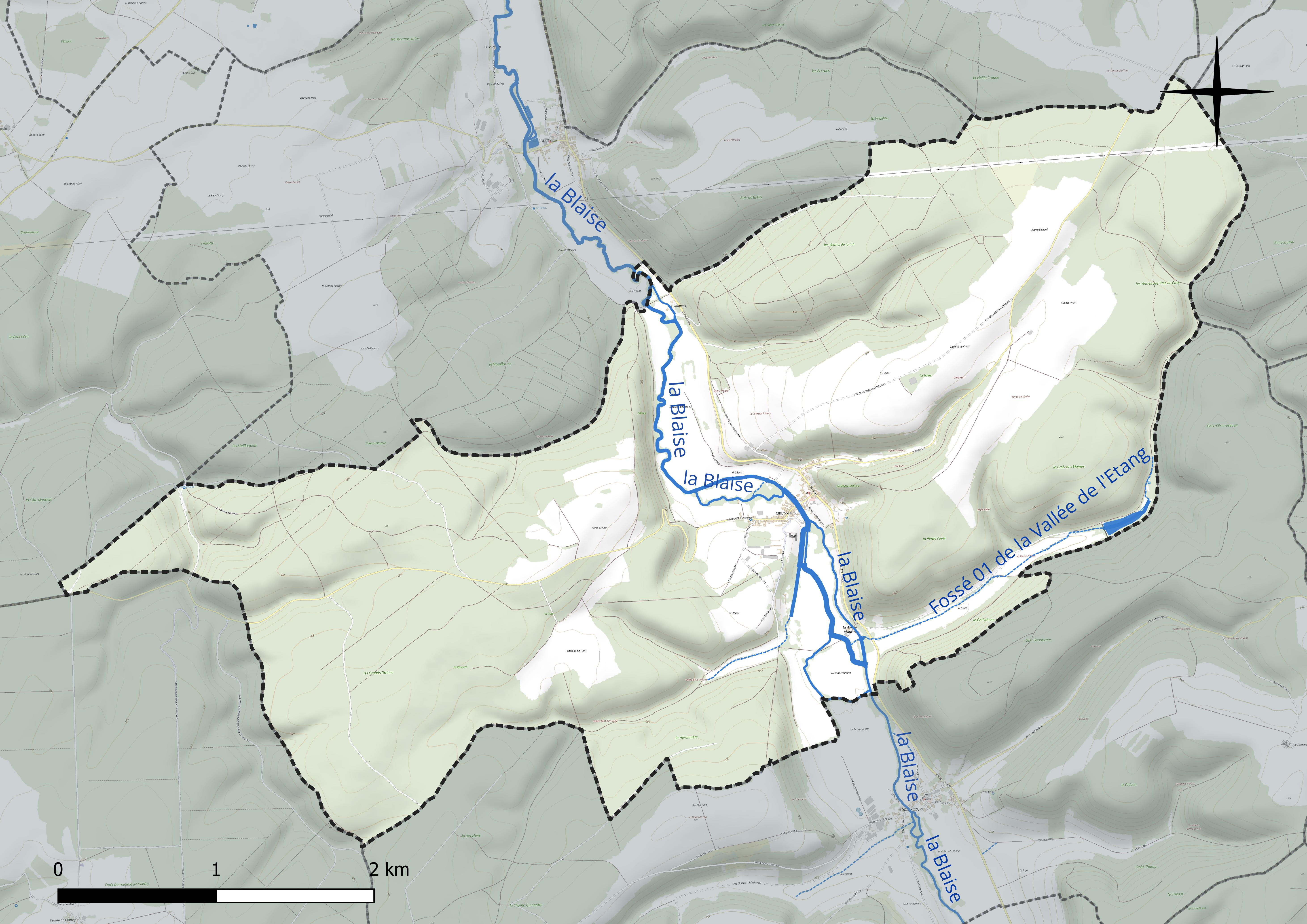
Réseau hydrographique de Cirey-sur-Blaise.

Un plan d'eau complète le réseau hydrographique : l'étang (1,6 ha),.

### Climat
Pour des articles plus généraux, voir Climat du Grand Est et Climat de la Haute-Marne.
En 2010, le climat de la commune est de type climat de montagne, selon une étude du Centre national de la recherche scientifique s'appuyant sur une série de données couvrant la période 1971-2000. En 2020, Météo-France publie une typologie des climats de la France métropolitaine dans laquelle la commune est exposée à un climat océanique altéré et est dans la région climatique Lorraine, plateau de Langres, Morvan, caractérisée par un hiver rude (1,5 °C), des vents modérés et des brouillards fréquents en automne et hiver.
Pour la période 1971-2000, la température annuelle moyenne est de 10,2 °C, avec une amplitude thermique annuelle de 16,2 °C. Le cumul annuel moyen de précipitations est de 980 mm, avec 13,4 jours de précipitations en janvier et 9,5 jours en juillet. Pour la période 1991-2020, la température moyenne annuelle observée sur la station météorologique de Météo-France la plus proche, « Blécourt », sur la commune de Blécourt à 12 km à vol d'oiseau, est de 10,8 °C et le cumul annuel moyen de précipitations est de 879,6 mm. 
La température maximale relevée sur cette station est de 40,2 °C, atteinte le 25 juillet 2019 ; la température minimale est de −18 °C, atteinte le 20 décembre 2009,,.
Les paramètres climatiques de la commune ont été estimés pour le milieu du siècle (2041-2070) selon différents scénarios d'émission de gaz à effet de serre à partir des nouvelles projections climatiques de référence DRIAS-2020. Ils sont consultables sur un site dédié publié par Météo-France en novembre 2022.

## Urbanisme

### Typologie
Au 1er janvier 2024, Cirey-sur-Blaise est catégorisée commune rurale à habitat très dispersé, selon la nouvelle grille communale de densité à sept niveaux définie par l'Insee en 2022.
Elle est située hors unité urbaine et hors attraction des villes,.

### Occupation des sols
L'occupation des sols de la commune, telle qu'elle ressort de la base de données européenne d’occupation biophysique des sols Corine Land Cover (CLC), est marquée par l'importance des forêts et milieux semi-naturels (72,7 % en 2018), une proportion sensiblement équivalente à celle de 1990 (72,3 %). La répartition détaillée en 2018 est la suivante : 
forêts (72,7 %), terres arables (15,7 %), prairies (9,1 %), zones agricoles hétérogènes (2,5 %). L'évolution de l’occupation des sols de la commune et de ses infrastructures peut être observée sur les différentes représentations cartographiques du territoire : la carte de Cassini (XVIIIe siècle), la carte d'état-major (1820-1866) et les cartes ou photos aériennes de l'IGN pour la période actuelle (1950 à aujourd'hui).

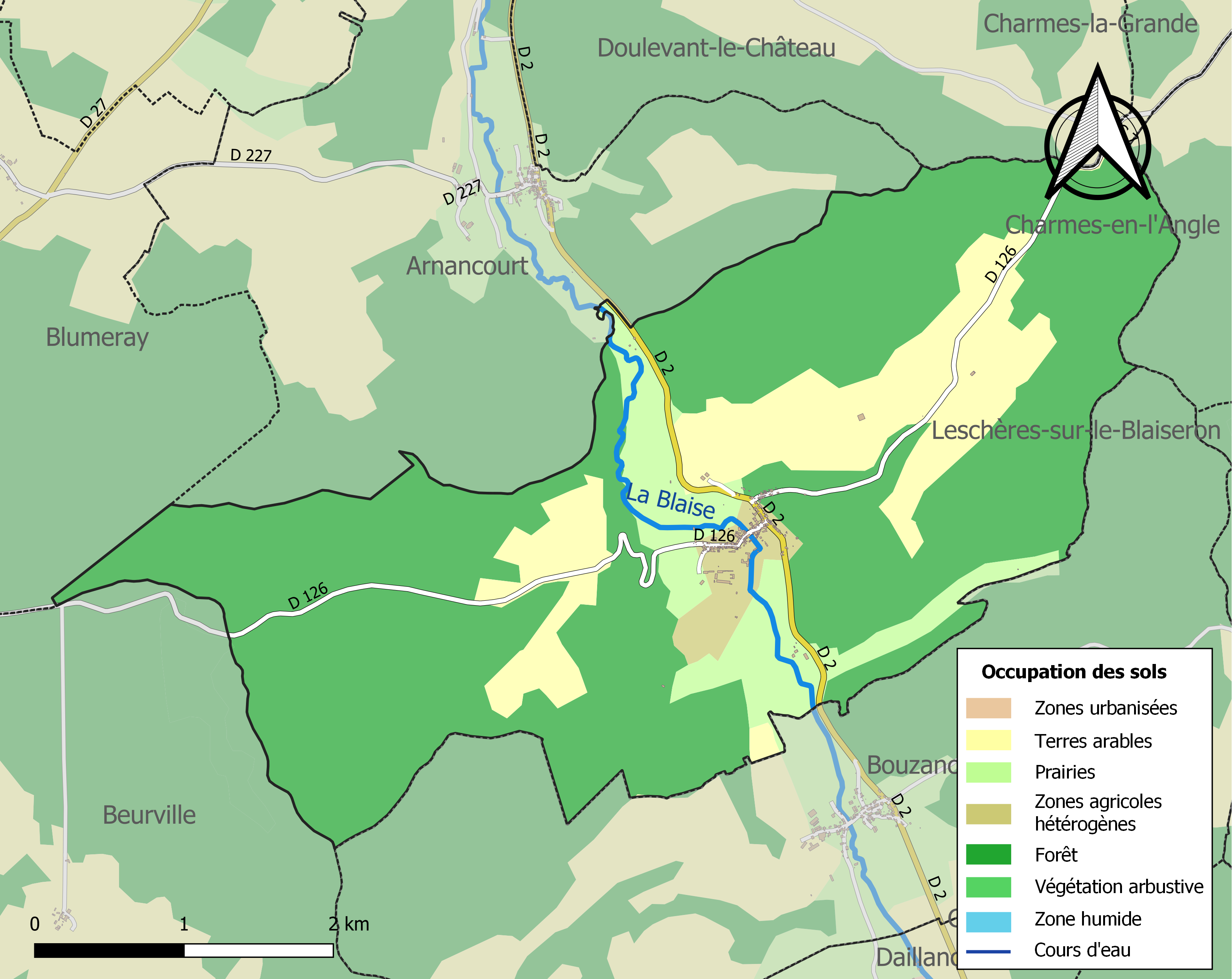
Carte des infrastructures et de l'occupation des sols de la commune en 2018 (CLC).

## Toponymie
Le nom de la localité est attesté sous les formes Villa Ciresio nomine (XIe siècle) ; Cyreis (vers 1140) ; Ceris (vers 1172) ; Cerix (1204-1210 environ) ; Cereys (1212) ; Cyrex (1214) ; Cyris (1226) ; Ciresium (1257) ; Cerys (1274-1275) ; Cirès (1326) ; Cirex (1348) ; Ceriz (1393) ; Cereiz (1438) ; Cereiz le Chastel (1446) ; Sireix-le-Chastel (1460) ; Cireix le Chastel (1518) ; Cirey-le-Chastel, Sirey le Chastel (1700) ; Cirey le Chatel (1732) ; Cirey le Château (1769) ; Cirey le Châtel (1780) ; Cirey (XVIIIe siècle) ; Cirey-sur-Blaise (époque révolutionnaire).

Au cours de la Révolution française, la commune, alors nommée Cirey-le-Château, adopta le nom de Cirey-sur-Blaise qu'elle conserva.
Blaise est un cours d'eau affluent de la Marne.

## Histoire

### Commanderie hospitalière
La Commanderie d'Etury était une commanderie hospitalière de l'ordre de Saint-Jean de Jérusalem fondée vers 1180 à proximité de Cirey-le-Château,.
La commune a compté deux usines métallurgiques liées au château ; Voltaire a lui-même été maître de forges

## Politique et administration

### Liste des maires

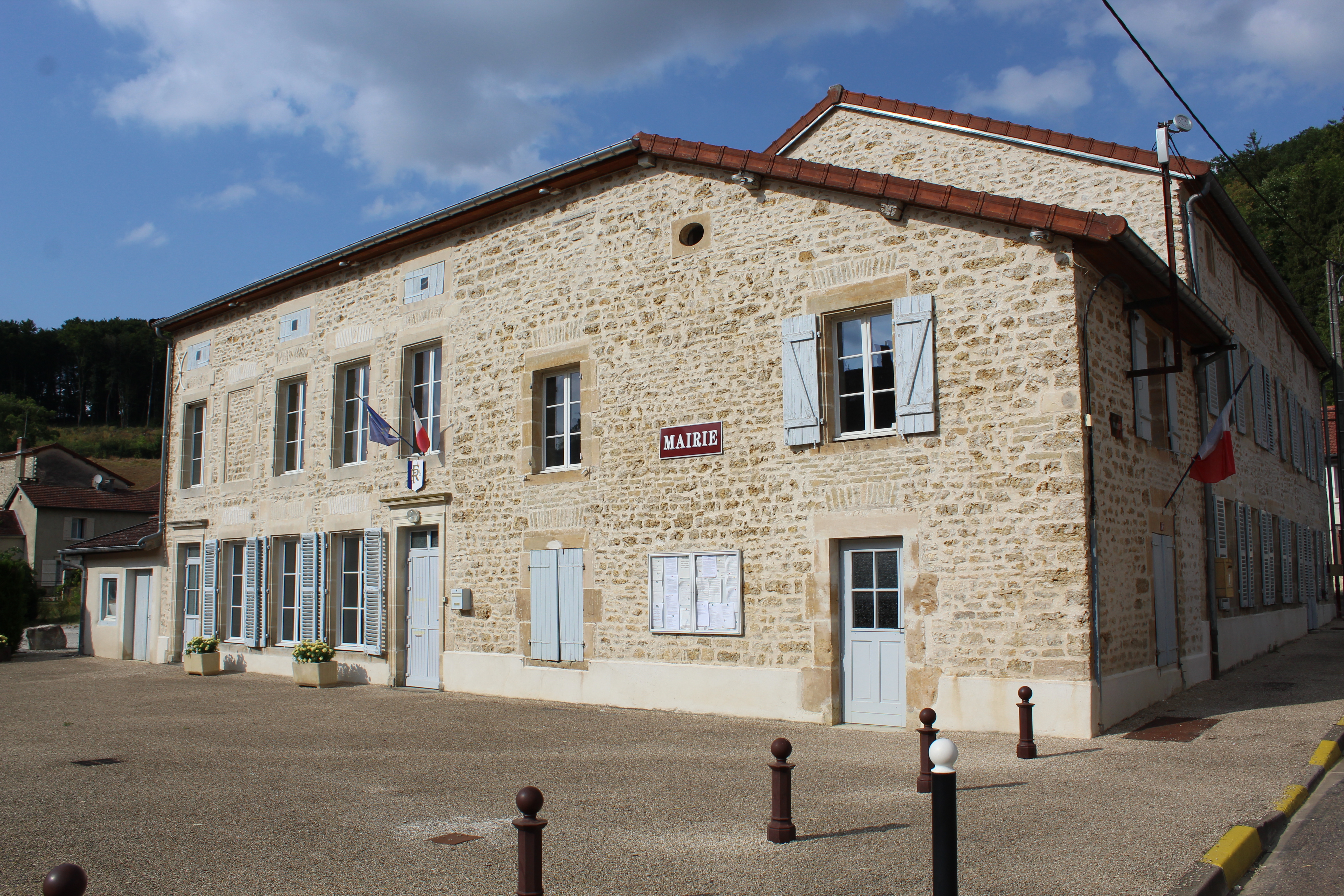
La mairie.

| Période                                  | Période  | Identité        | Étiquette | Qualité |
| ---------------------------------------- | -------- | --------------- | --------- | ------- |
| Les données manquantes sont à compléter. |          |                 |           |         |
| mars 2008                                | En cours | Jean Guillaumée | SE        |         |

## Population et société

### Démographie

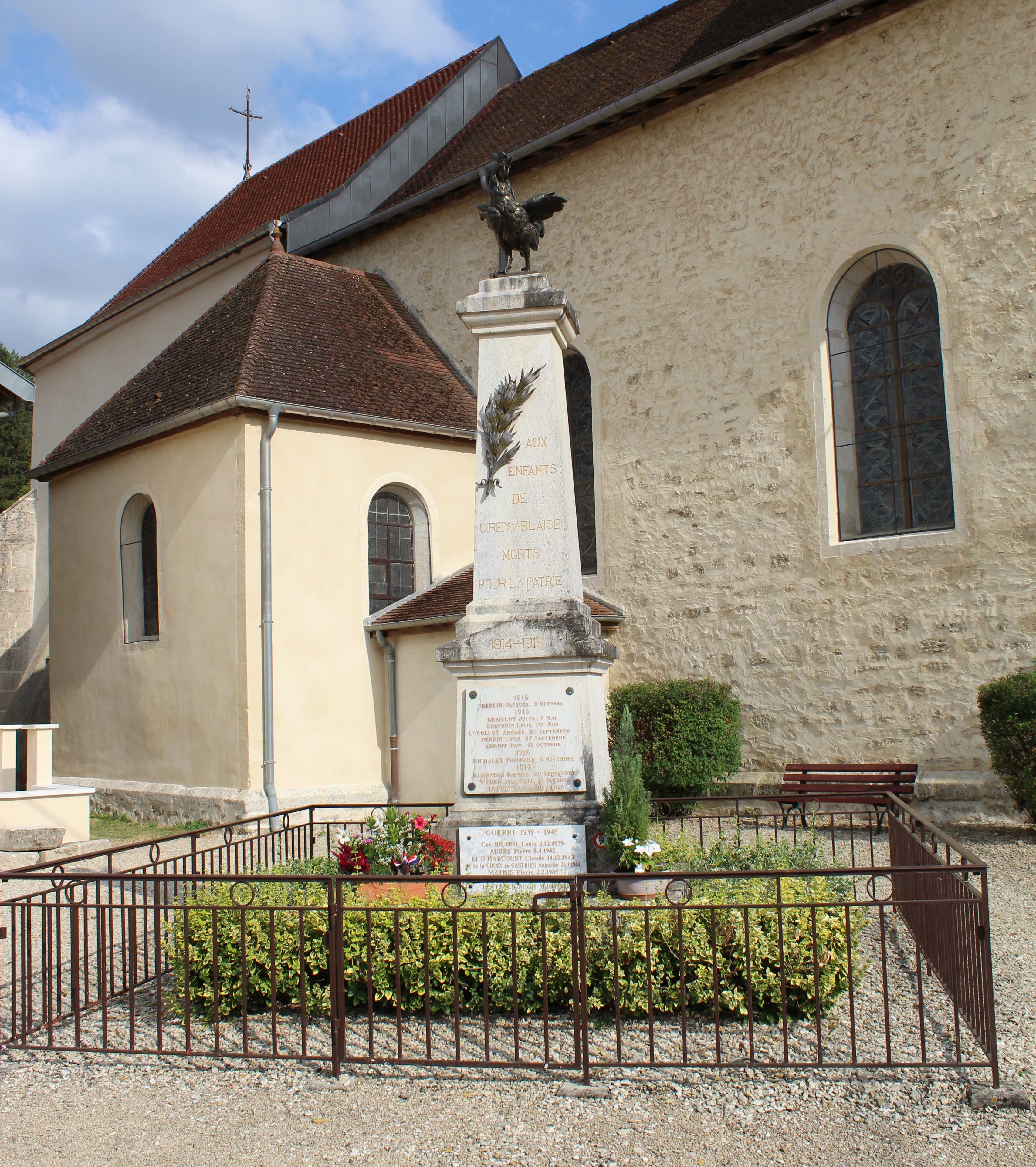
Le monument aux Morts.

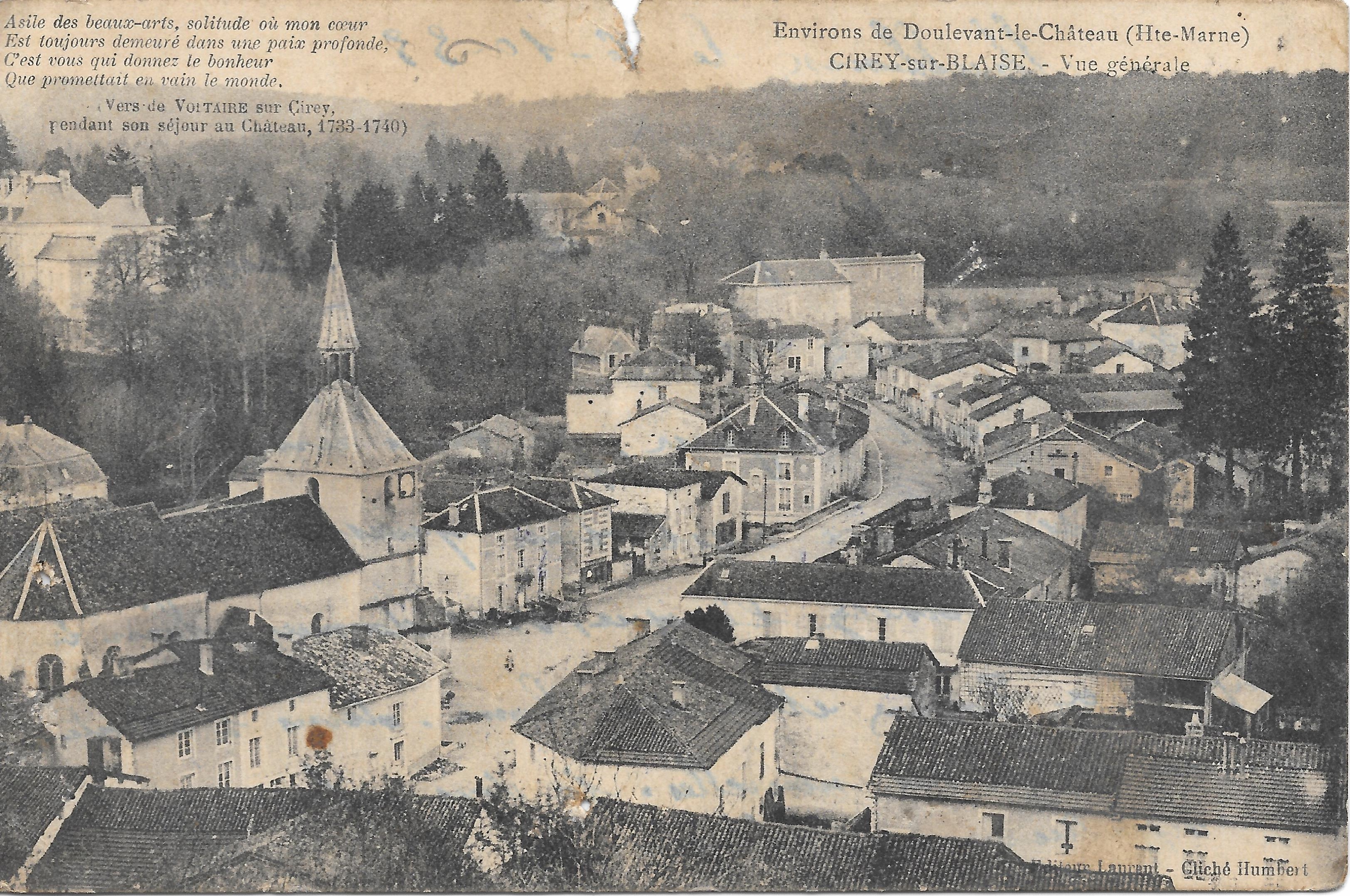
Carte postale du village au début du siècle dernier.

L'évolution du nombre d'habitants est connue à travers les recensements de la population effectués dans la commune depuis 1793. Pour les communes de moins de 10 000 habitants, une enquête de recensement portant sur toute la population est réalisée tous les cinq ans, les populations de référence des années intermédiaires étant quant à elles estimées par interpolation ou extrapolation. Pour la commune, le premier recensement exhaustif entrant dans le cadre du nouveau dispositif a été réalisé en 2006.

En 2022, la commune comptait 109 habitants, en évolution de −6,84 % par rapport à 2016 (Haute-Marne : −4,62 %, France hors Mayotte : +2,11 %).
| 1793 | 1800 | 1806 | 1821 | 1831 | 1836 | 1841 | 1846 | 1851 |
| ---- | ---- | ---- | ---- | ---- | ---- | ---- | ---- | ---- |
| 652  | 659  | 664  | 632  | 719  | 740  | 723  | 706  | 745  |

| 1856 | 1861 | 1866 | 1872 | 1876 | 1881 | 1886 | 1891 | 1896 |
| ---- | ---- | ---- | ---- | ---- | ---- | ---- | ---- | ---- |
| 650  | 666  | 595  | 546  | 534  | 476  | 446  | 409  | 369  |

| 1901 | 1906 | 1911 | 1921 | 1926 | 1931 | 1936 | 1946 | 1954 |
| ---- | ---- | ---- | ---- | ---- | ---- | ---- | ---- | ---- |
| 316  | 300  | 291  | 240  | 244  | 225  | 234  | 224  | 234  |

| 1962 | 1968 | 1975 | 1982 | 1990 | 1999 | 2006 | 2011 | 2016 |
| ---- | ---- | ---- | ---- | ---- | ---- | ---- | ---- | ---- |
| 207  | 171  | 155  | 126  | 100  | 108  | 110  | 100  | 117  |

| 2021 | 2022 | - | - | - | - | - | - | - |
| ---- | ---- | - | - | - | - | - | - | - |
| 113  | 109  | - | - | - | - | - | - | - |

## Culture locale et patrimoine

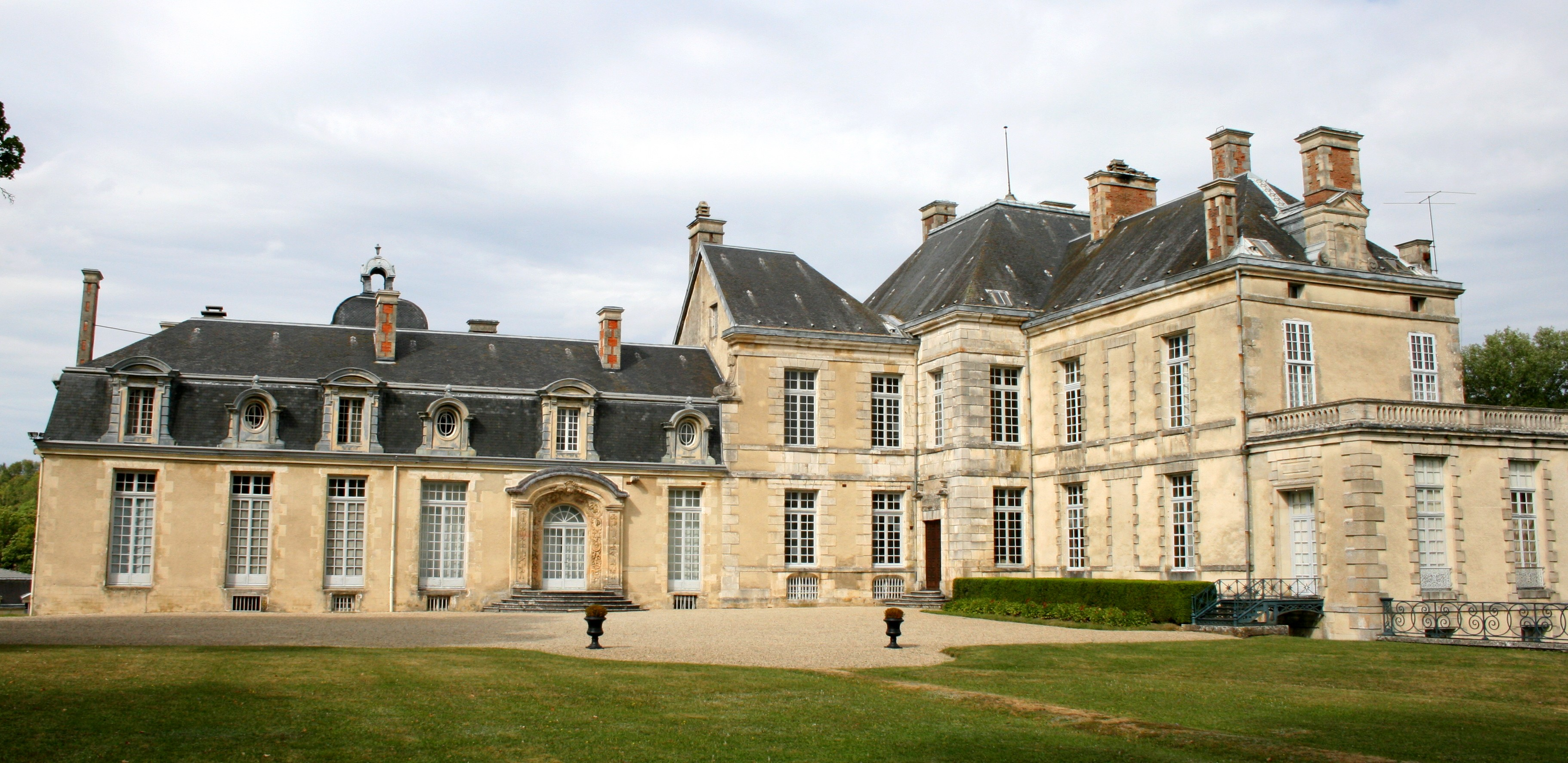
Le château de Cirey.

### Lieux et monuments
- Le Château de Cirey, classé au titre des Monuments historiques. Il figure sur le billet de 10 francs Voltaire au verso, en arrière plan, derrière le portrait de Voltaire.
- L'église Saint-Pierre-ès-Liens

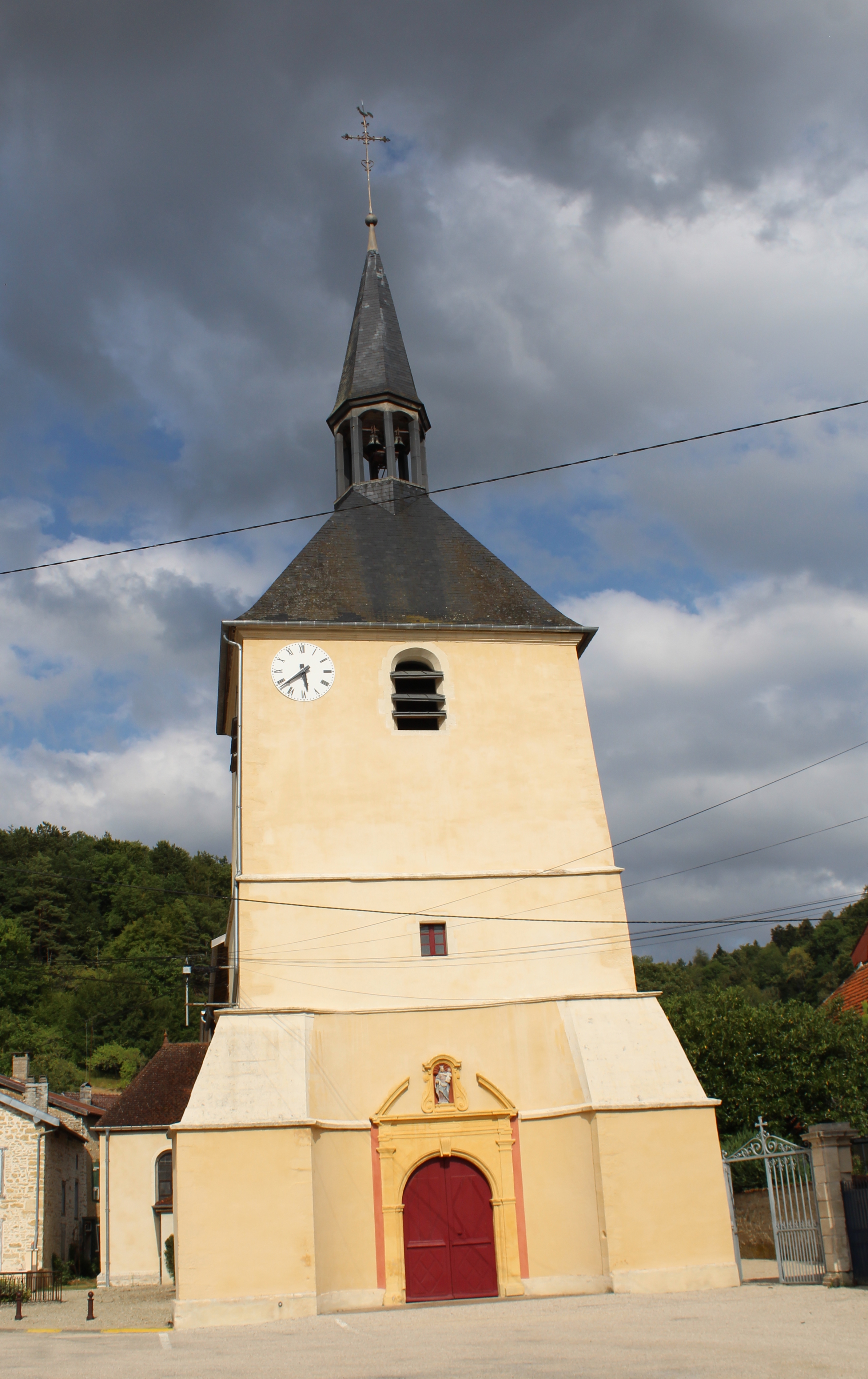
L'église Saint-Pierre-ès-Liens de Cirey-sur-Blaise.
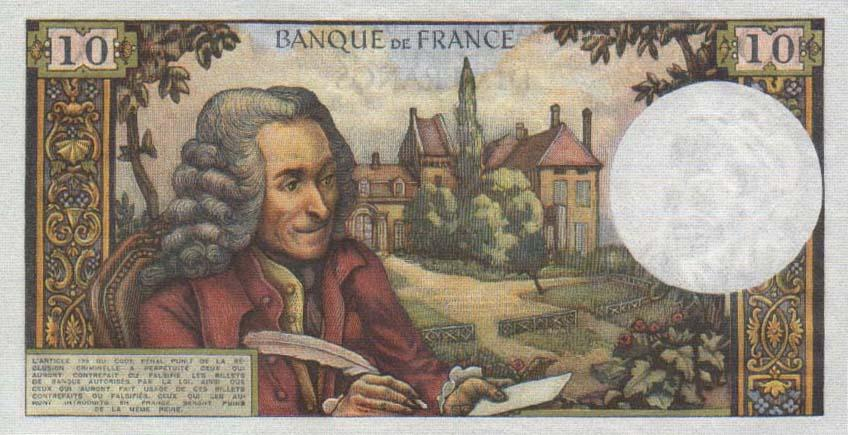
Billet de 10 francs Voltaire

### Personnalités liées à la commune
- En 1734, Émilie du Châtelet et son amant Voltaire se retirent du monde au château de Cirey. Ils y mènent de 1734 à 1749 une vie libre et consacrée à l'étude et à la recherche. Ils participent séparément au concours de 1738 de l'Académie des sciences sur la nature du feu (Euler[25] sera le lauréat).
- Roger de Damas d'Antigny (1765-1823), général et député de la Haute-Marne sous la restauration. Il meurt au château.

### Héraldique
| Armes de Cirey-sur-Blaise | Les armes de Cirey-sur-Blaise se blasonnent ainsi : D'or à la bande de gueules chargée de trois fleurs de lys d'argent. |